# Kalymnos
Kalymnos er den fjerdestørste ø i den græske øgruppe Dodekaneserne tæt på den tyrkiske vestkyst. Øen er på 109 km² og har ca. 16.000 indbyggere. Der er en lufthavn på øen med forbindelse til Athen. Skibe fra Piræus,  Kos, Rhodos, Leros og Patmos lægger til i Pothia.
Fra Kalymnos foregår der blandt andet dykning efter  natursvampe, som øen har været berømt for siden det 16. århundrede. Øen er sent blevet et turistmål, især for bjergbestigning. Landsbyerne er rolige, mens der er mere liv i havnebyen Pothia, der er øens hovedby. Kalymnos har to badestrande, Myrties og Massouri.
Kalymnos er en ret gold klippeø, hvor flere af byerne ligger i mere frugtbare dale. Dalen Vathi har mange haver og frugtplantager, og den tilhørende havneby Rina besøges af mange turistbåde.
- Wikimedia Commons har flere filer relateret til Kalymnos

36°59′45″N 26°59′42″Ø / 36.995917°N 26.994967°Ø